# 母系制
母系制（ぼけいせい、ドイツ語：Matrilinearität 英: matriliny）とは、動物において、母方の血筋によって家族や血縁集団を組織する社会制度である。シャチ等に見られる。対義語には父系制がある。類似する言葉に母権制（ぼけんせい、英: matriarchy）がある。

## 母系制
母系制では、概ね次のような特徴を持つ
- こどもが 母方の姓を名乗る（母姓継承）
- 娘（たち）が母方の位階を継承する（母性位階継承）
- 娘（たち）が母方の財産を相続する（母系相続）
- 結婚後も夫婦は別居、もしくは妻方（母方）の共同体に居住する（母方居住制）

母系制は継承・相続が母方の血縁によることを指しており、母権制とは異なる概念である。母系制をとる社会ではむしろ母の兄弟や長女の夫といった男性が政治的な支配権を持つ場合が多い。
また、母系制において姓が、より父系的な方向へ向かって変わることがある。そのような場合には氏族名は母系を名乗るが、出自には父系の姓も含めることができる。このため、古代氏族の多くは権威を求めて皇室や有力豪族の末裔を名乗り、『新撰姓氏録』などには皇祖神から多くの氏族が記録される結果（これを多祖現象と呼ぶ）となったと考えられている。
社会制度とは少々異なるが、エジプトのファラオの継承制度もこれに近しい形態をとっている。

## 母権制
対して母権制は母系制を尊重し、妻方を主体とする共同体内で婚姻生活を営み(妻方居住婚)、さらには一族の家長(家母長制)、首長的地位を女性が優先して有する社会制度を指す。
スイスのJ・J・バッハオーフェンが『母権制論』（1861年）で説いた概念である。論によれば、父権による家長制が確立する前の段階にあたり、文化的には狩猟による生活が安定した時期では生活の余裕から舞踊や性快楽に耽って乱婚し、夫婦関係が正確ではなくなって一族の出自が母親でしか辿れなくなった社会基盤を原因としたためとした。
これを原始共産制とよび、この説はフリードリヒ・エンゲルスにも支持されマルクス主義の教義にもなったが、20世紀に入ると説中の例示に脆弱さがあったこと、科学的立場からの反論、母系制との混同と誤謬を徹底的に指摘され、人類発展史の一段階としての母権制を想定する説は否定され、現在の文化人類学者で支持する者はほとんどいない。
戦前の民族史家高群逸枝もその著作は旧憲法下および男系優位社会下において同様の批判を浴びたが、後に母権制とは趣旨を異にしているとする理解が進み、歴史研究の1つの成果として評価を得るに至っている。
エマニュエル・トッドは父系制的な社会の人間は双系的な社会を女権支配的な社会だと思い込むものであり、バッハオーフェンは父系制であった古代ギリシャ人の仕掛けた罠に見事に嵌ってしまったのだと指摘しつつ、古いシステムにおける方が女性の地位は高かったとする考えは正しいとした。
また現代においてもイロコイ連邦のように、首長の任免権において女性が優越している例もある（首長自体は男性に限られるが、この地位は平時においても戦時においても他の氏族員に対して権利において優越せず、氏族全体の意思と、罷免権を持つ女性の意思を尊重せねばならない）。ワイアンドット族の女性もまた、男性首長の任免権を握っていた。
さらに中国雲南省のモソ人においては、財産と血統を母系で継承し、女家長が土地・家屋・財産を管理している（母方オジは女家長に次ぐ地位として、対外交渉などを担当する）。モソ人には女児選好があり、また葬儀の準備や屠殺などの不浄な役割は男性が担当する。
インドのメーガーラヤ州に分布するカーシ人（プナール人）は母系制の妻方居住婚であり、女児選好があるうえ、末の娘が最大の財産を相続する。カーシ社会での父親や叔父の地位の低さに不満を持つ男性たちが、家父長制の導入を目指して1990年から「男性解放団体」を組織して活動しているが、その勢力は微弱である。
インドネシアのミナンカバウ人も母系制の妻方居住婚であり、その社会においては女性が財産を相続し、伝統儀式や天然資源・家計の管理において実権を握っている。
ギニアビサウのビジャゴ諸島では、女性が社会福祉・経済・司法・宗教・婚姻において優位であり、男性は「義務から解放された年少者」として扱われる。